# Tlusticovité
Tlusticovité (Crassulaceae) je čeleď vyšších dvouděložných rostlin z řádu lomikamenotvaré (Saxifragales). Tato čeleď je kosmopolitně rozšířena a zahrnuje asi 900 až 1500 druhů ve 35 rodech. Její zástupci jsou převážně suchomilné sukulenty se zdužnatělými listy. Některé druhy jsou používány jako skalničky nebo pokojové rostliny.

## Popis
Tlusticovité jsou sukulentní byliny, polokeře a keře s jednoduchými, střídavými, vstřícnými nebo i přeslenitými listy. U řady zástupců jsou listy uspořádané v přízemní růžici. Rostliny jsou lysé nebo s oděním složeným z jednoduchých chlupů. Povrch pokožky je často pokryt izolující voskovou vrstvou, která zabraňuje ztrátám vody odpařováním. Listy jsou dužnaté a zpravidla celistvé, zřídka zpeřeně členěné a výjimečně i zpeřené, bez palistů, s celokrajnou, vroubkovanou nebo zubatou čepelí. Žilnatina je zpeřená nebo jsou listy jednožilné. Květy jsou jednotlivé nebo uspořádané ve vrcholících či chocholících, pravidelné, většinou pětičetné a oboupohlavné, obvykle bez hypanthia. Kalich i koruna jsou zpravidla čtyř nebo pětičetné, výjimečně trojčetné nebo mnohočetné, volné nebo srostlé. Tyčinek je nejčastěji 5 (3 až 30), jsou volné nebo přirostlé ke koruně, na bázi srostlé nebo nesrostlé. Gyneceum je složeno z 5 (3 až 30) volných nebo na bázi srostlých plodolistů, s 5 až mnoha (výjimečně jen 1) vajíčky a laterální placentací. Plodem je měchýřek nebo výjimečně tobolka, vznikající srůstem plodolistů. Semena jsou drobná.

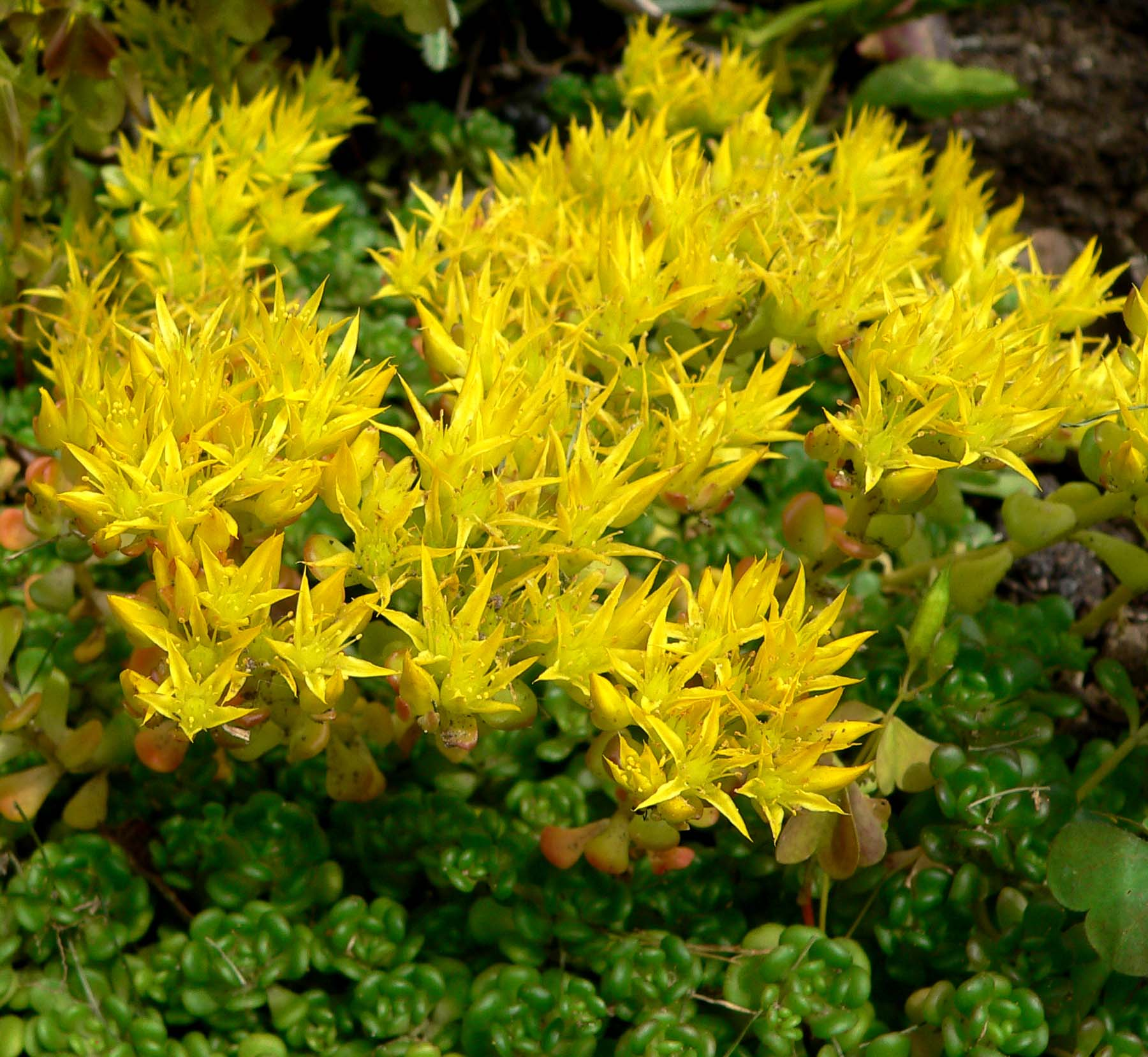
Rozchodník Sedum oreganum
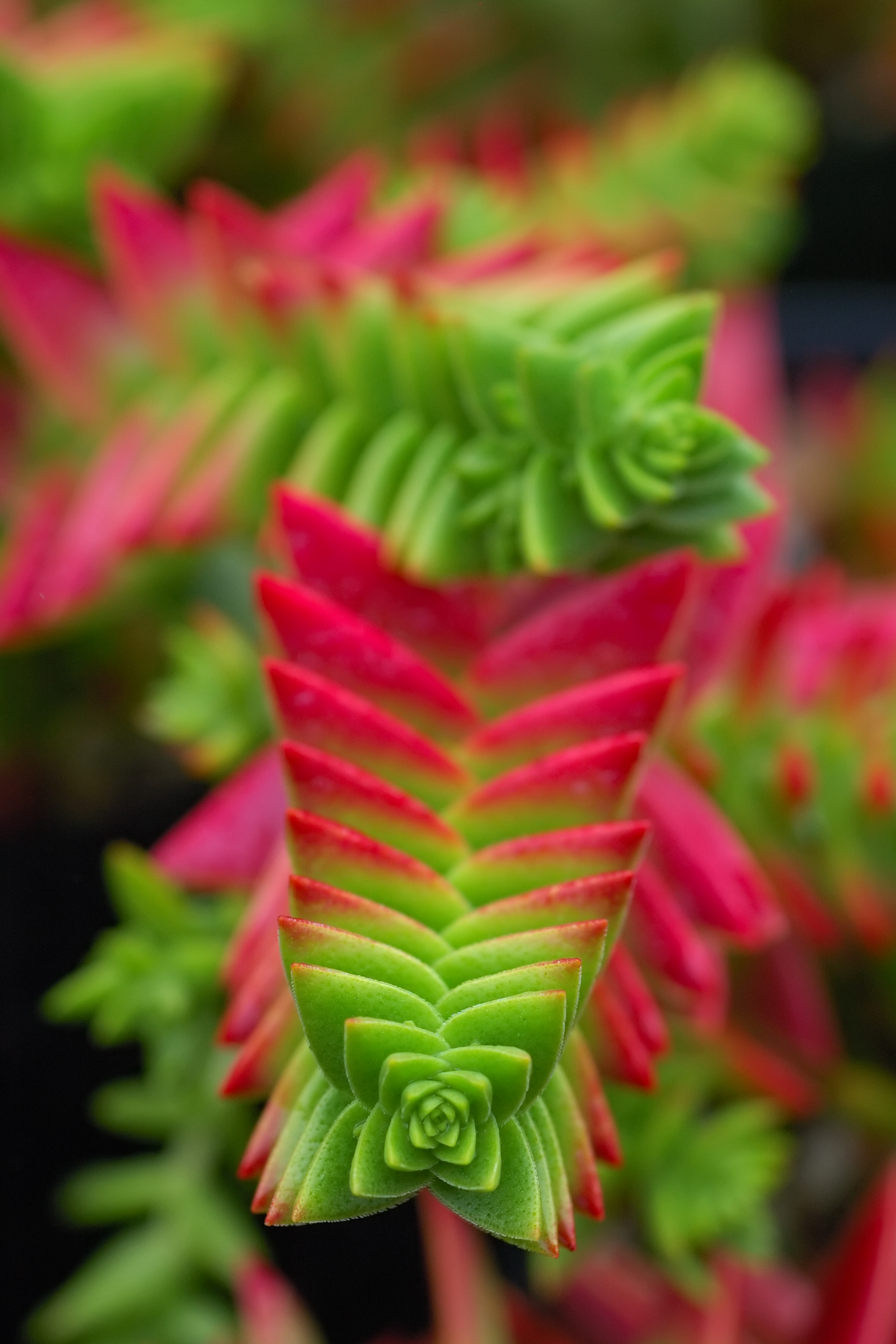
Tlustice Crassula capitella
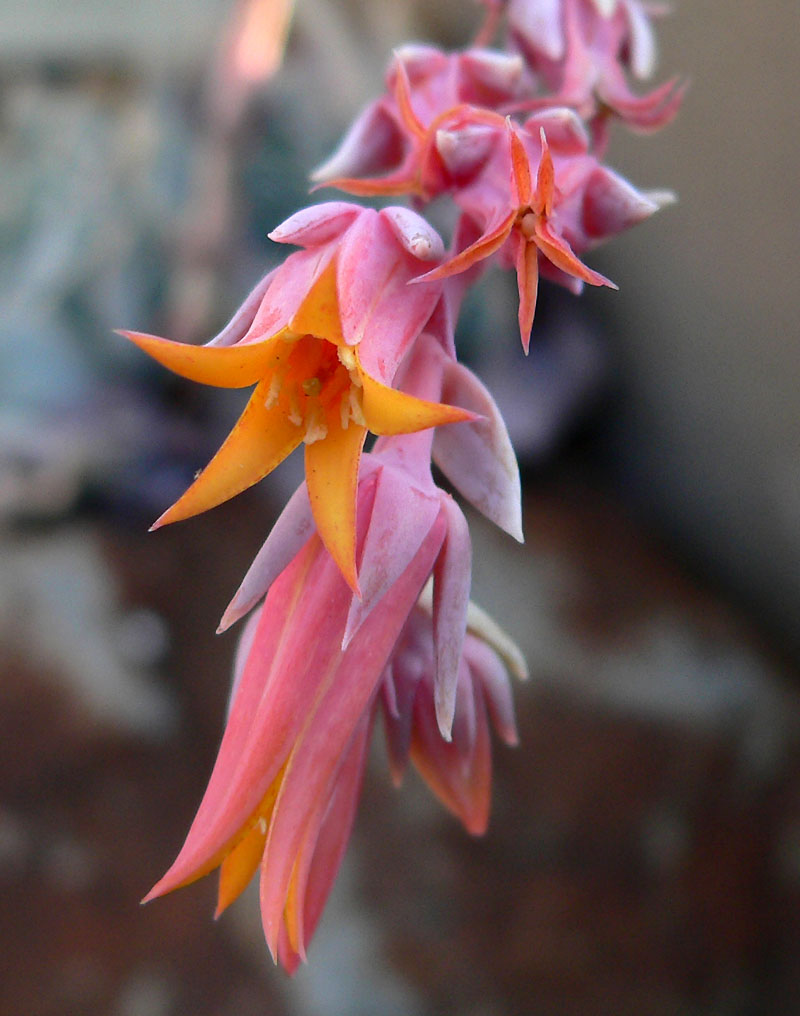
Dužnatka Echeveria runyonii
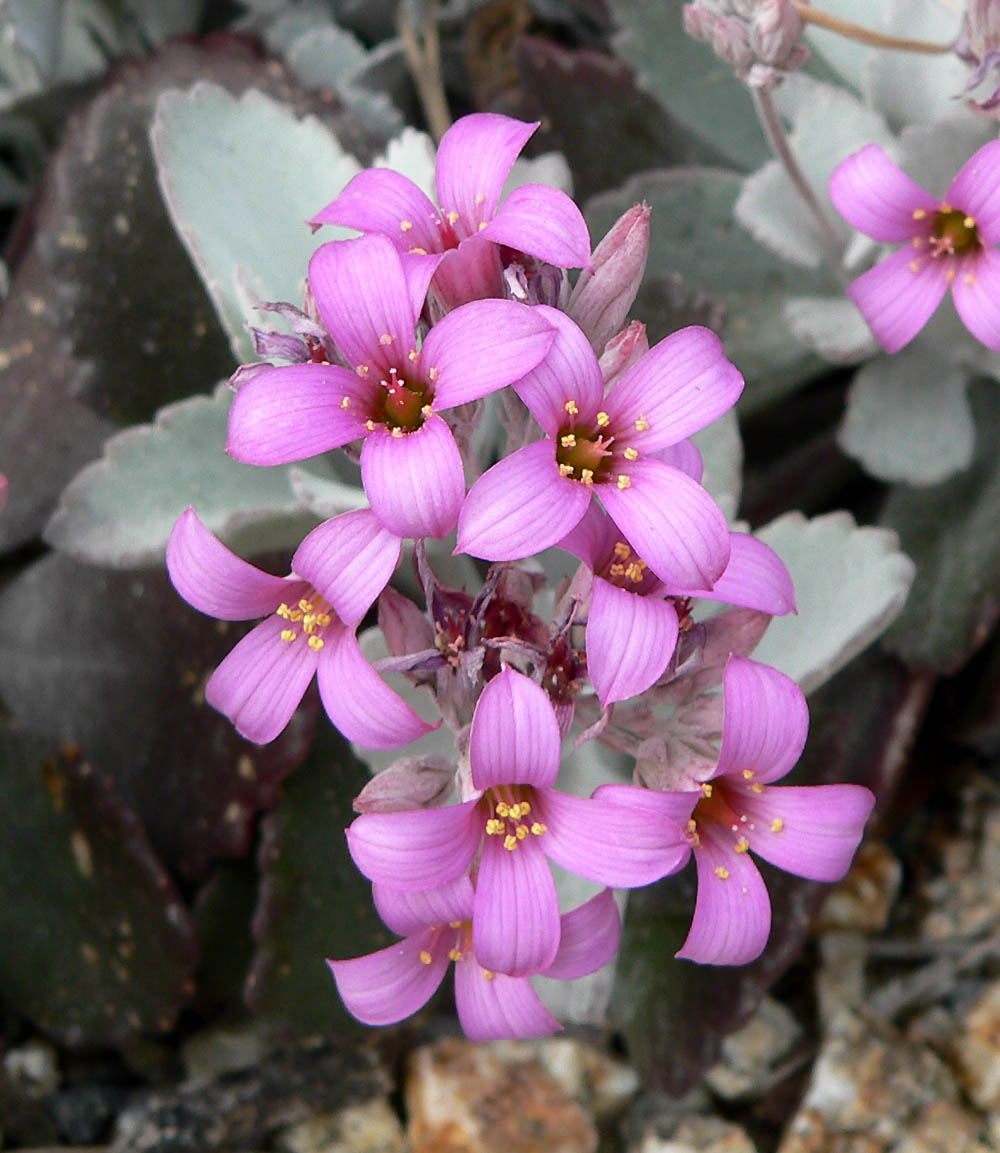
Kalanchoe pumila

## Rozšíření
Čeleď je kosmopolitní, není zastoupena v jihovýchodní Asii a v Polynésii. Největší druhové bohatství je v Mexiku a jihoafrickém Kapsku.
V České republice se jako původní rostliny vyskytuje 12 druhů v 5 rodech. Rozchodník (Sedum) je zastoupen 6 druhy, rozchodníkovec (Hylotelephium, dříve řazen do rodu rozchodník) 3 druhy. Další 3 rody jsou zastoupeny jediným druhem: masnice vodní (Tillaea aquatica), rozchodnice růžová (Rhodiola rosea) a netřeskovec výběžkatý (Jovibarba globifera). Dosti často zplaňují některé pěstované druhy: rozchodník pochybný (Sedum spurium), rozchodník suchomilný (Sedum rupestre), rozchodník španělský (Sedum hispanicum) a netřesk střešní (Sempervivum tectorum).
Charakteristickým stanovištěm jsou suché a skalnaté oblasti. Existují však zcela netypické výjimky, některé mexické druhy rodu rozchodník (Sedum) rostou jako epifyty, přinejmenším jeden druh tlustice (Crassula) je vodní. Vlhkomilnou rostlinou je i evropská masnice vodní (Tillaea aquatica).

## Ekologické interakce
Květy většiny zástupců jsou opylovány hmyzem. Některé velkokvěté druhy kolopejky (Kalanchoe) opylují ptáci. Častá je protandrie, zabraňující samoopylení tím, že nejdříve dozrají prašníky a po jejich vyprášení se teprve stávají čnělky schopné opylení. Drobná semena jsou šířena především větrem. Charakteristický je CAM metabolismus. Oxid uhličitý je přijímán v noci, kdy se otevírají průduchy, je metabolizován a ve dne probíhá jeho štěpení fotosyntézou. Rostlina tak zabraňuje ztrátám vody. Mykorhiza chybí.

## Obsahové látky
Tlusticovité často obsahují třísloviny a alkaloidy.

## Taxonomie
V Cronquistově systému byla čeleď řazena do řádu růžotvaré (Rosales).
Dříve bylo rozlišováno 6 podčeledí, některé se však ukázaly nemonofyletické. V současné taxonomii jsou rozlišovány dvě podčeledi - Kalanchoideae a Sempervivoideae.
Rodové členění je dosud značně neustálené.

## Zástupci
- adromischus (Adromischus)
- dudleja (Dudleya)
- dužnatka (Echeveria)
- eonium (Aeonium)
- graptopetalum (Graptopetalum)
- grenovie (Greenovia)
- kolopejka (Kalanchoe)
- masnice (Tillaea, syn. Crassula)
- náduť (Bryophyllum)
- netřesk (Sempervivum)
- netřeskovec (Jovibarba, syn. Sempervivum)
- pachyfytum (Pachyphytum)
- pupec (Umbilicus)
- pupovice (Chiastophyllum, syn. Umbilicus)
- rosulárie (Rosularia)
- rozchodnice (Rhodiola)
- rozchodník (Sedum)
- rozchodníkovec (Hylotelephium)
- tlustice (Crassula)[2]

## Význam
Tlusticovité nemají velký ekonomický význam. Některé rody jsou pěstovány jako skalničky (rozchodník, dužnatka, netřesk, netřeskovec), jiné jako pokojové rostliny (tlustice, kolopejka). Četné druhy jsou pěstovány ve sbírkách sukulentů.

## Seznam rodů
Adromischus, Aeonium, Afrovivella, Aichryson, Chaloupkaea, Chiastophyllum, Cotyledon, Crassula, Cremnophila, Dudleya, Echeveria, Graptopetalum, Hylotelephium, Hypagophytum, Kalanchoe (včetně Bryophyllum), Kungia, Lenophyllum, Meterostachys, Monanthes, Orostachys, Pachyphytum, Perrierosedum, Petrosedum, Phedimus, Pistorinia, Prometheum, Pseudosedum, Reidmorania, Rhodiola, Rosularia, Sedum (včetně Sedella), Sempervivum (vč. Jovibarba), Sinocrassula, Thompsonella, Tylecodon, Umbilicus, Villadia